# Avoine pubescente
Avenula pubescens
Pour les articles homonymes, voir Avoine (homonymie).
Espèce
Classification phylogénétique
L'Avoine pubescente (Avenula pubescens, Helictotrichon pubescens ou Avena pubescens Hudson) est une espèce d'avoine sauvage de la famille des Poacées qui pousse communément un peu partout en France.

## Habitat
Pelouses et prairies sèches, coteaux arides.

## Usages
Comme de nombreuses avoines, elle fait partie des espèces prairiales utilisées en fauche ou paturâge pour l'élevage d'herbivores (indice de qualité fourragère : 2/5).